# Guy Green
Guy Green (Frome, 5 novembre 1913 – Beverly Hills, 15 settembre 2005) è stato un regista, sceneggiatore e direttore della fotografia inglese.

## Biografia
Appassionato di cinema fin da bambino,  grazie alla passione trasmessagli dalla madre, iniziò la sua carriera nel 1941, quando conobbe David Lean, con cui lavorò come operatore alla fotografia per Eroi del mare (1942). 
Nel 1946 si riunì a Lean per Grandi speranze, vincendo un Oscar soltanto cinque anni dopo aver iniziato a lavorare nel mondo dello spettacolo. Continuò a lavorare alla fotografia girando Le avventure di Oliver Twist (1948), sul cui set incontrò la moglie Josephine, Sogno d'amanti (1949) e L'amore segreto di Madeleine (1950), ancora accanto a Lean, il quale gli diede l'ispirazione per diventare regista. 
Girò due film a basso budget, e durante le riprese del secondo conobbe Richard Attenborough e Michael Craig, con i quali concepì l'idea per il film La tortura del silenzio (1960), di cui curò la regia e che fu il primo film inglese a vincere il premio della critica al Festival di Berlino. Nel 1961 diresse Il marchio, un duro film sulla stigmatizzazione sociale che valse la candidatura all'Oscar a Stuart Whitman.
Il suo primo film americano fu Luce nella piazza (1962), acclamato proprio come il successivo, Incontro al Central Park (1963), di cui fu anche sceneggiatore. Nel 1968 girò Gioco perverso, da un romanzo di John Fowles che lo adattò per il cinema, un film tanto voluto dal regista, quanto osteggiato dalla critica per la sua pesantezza e cripticità. Il suo ultimo film degno di nota per il grande schermo fu Lutero (1974). Seguirono lavori minori e diversi film per la tv. 
Guy Green morì nel 2005, a 91 anni.

## Filmografia parziale

### Direttore della fotografia
- La via della gloria (The Way Ahead), regia di Carol Reed (1944)
- Grandi speranze (Great Expectations), regia di David Lean (1946)
- Prendi la mia vita (Take My Life), regia di Ronald Neame (1947)
- Stirpe dannata (Blanche Fury), regia di Marc Allégret  (1948)
- Le avventure di Oliver Twist (Oliver Twist), regia di David Lean (1948)
- Sogno d'amanti (The Passionate Friends), regia di David Lean (1949)
- Adamo ed Evelina (Adam and Evelyn), regia di Harold French (1949)
- L'amore segreto di Madeleine (Madeleine), regia di David Lean (1950)
- Le avventure del capitano Hornblower, il temerario (Captain Horatio Hornblower R.N.), regia di Raoul Walsh (1951)
- Robin Hood e i compagni della foresta (The Story of Robin Hood), regia di Ken Annakin (1952)
- Notti del Decamerone (Decameron Nights), regia di Hugo Fregonese (1953)
- Il masnadiero (The Beggar's Opera), regia di Peter Brook (1953)
- Rob Roy, il bandito di Scozia (Rob Roy, the Highland Rogue), regia di Harold French (1954)
- Il vendicatore nero (The Dark Avenger), regia di Henry Levin (1955)
- La donna è un male necessario (I'm a Camera), regia di Henry Cornelius (1955)

### Regista
- Il segno del pericolo (Portrait of Alison) (1955)
- L'uomo che vide il suo cadavere (House of Secrets) (1956)
- Mare di sabbia (Sea of Sand) (1958)
- Delitto in tuta nera (The Snorkel) (1958)
- La tortura del silenzio (The Angry Silence) (1960)
- Il marchio (The Mark) (1961)
- Il dominatore (Diamond Head) (1962)
- Luce nella piazza (The Light in the Piazza) (1962)
- 55 giorni a Pechino (55 Days at Peking) (1963) - non accreditato
- Incontro al Central Park (A Patch of Blue) (1965)
- L'ereditiera di Singapore (A Matter of Innocence) (1966)
- Gioco perverso (The Magus) (1968)
- Passeggiata sotto la pioggia di primavera (A Walk in the Spring Rain) (1970)
- Lutero (Luther) (1974)
- Una volta non basta (Jacqueline Susann's Once Is Not Enough) (1975)
- L'avvocato del diavolo (Des Teufels Advokat) (1977)
- Jennifer: storia di una donna (Jennifer: A Woman Story) (1979)
- Una storia d'amore (Inmates: A Love Story) (1981)